# Оммер де Гелль, Адель
Адель Оммер де Гелль (фр. Adèle Hommaire de Hell, урождённая Эрио, фр. Hériot; 1819, Па-де-Кале — 1883) — французская писательница, путешественница, член Французского географического общества; жена геолога Ксавье Оммер де Гелля (1812—1848). С её именем связана одна из величайших литературных фальсификаций XIX века — дневники Оммер де Гелль, созданные П. П. Вяземским и описывающие связь Адель Оммер де Гелль с М. Ю. Лермонтовым.

## Биография
Адель Оммер де Гелль родилась в 1819 году (некоторые источники указывают другие даты) в Па-де-Кале. Она рано осиротела. Её определили в религиозной интернат в Сент-Этьен, где она получила хорошее образование. Здесь же она встретила молодого инженера Ксавье Оммера и в 1834 году вышла за него замуж. В браке у них родилось трое сыновей (Эдвард, Леон и Гюстав).
Правительство Франции послало мужа в Османскую империю, и Адель последовала за ним.
В 1836 году молодая семья направилась в Россию для геологических исследований южных земель — Кавказа, степных территорий и предгорий Каспийского моря. За открытие в 1839 году железного рудника на берегу реки Днепр император Николай I наградил её мужа орденом Святого Владимира и благородным званием, в связи с чем Ксавье Оммер добавил к фамилии имя своей матери де Гелль. Результатом их исследований стал 3-томный труд («Степи Каспийского моря, Кавказ, Крым и Южная Россия», Париж, 1843—1845). Несмотря на то, что авторство этой работы принадлежало её мужу, Адель Оммер принимала непосредственное участие в сборе и обработке материала, в частности ей принадлежало авторство ряда страниц. Кроме того, Адель Оммер де Гелль является автором описания своего путешествия по южным окраинам России, опубликованным во Франции и впервые переведённым на русский язык Е. Л. Сосниной.
В 1841 году семейная пара путешествовала по Молдавии и другим южным районам России. Они посетили деревни, населённые духоборами и меннонитами. Затем они вернулись во Францию.
В 1846 году Адель Оммер де Гелль опубликовала сборник стихов, посвящённых России. Вскоре её муж отправился в Персию, где в 1848 году умер от лихорадки в Исфахане. Оставшиеся годы вдова посвятила публикации ряда работ, описывающих совершённые ими ранее путешествия по землям юга России и Ближнего Востока.

## Письма

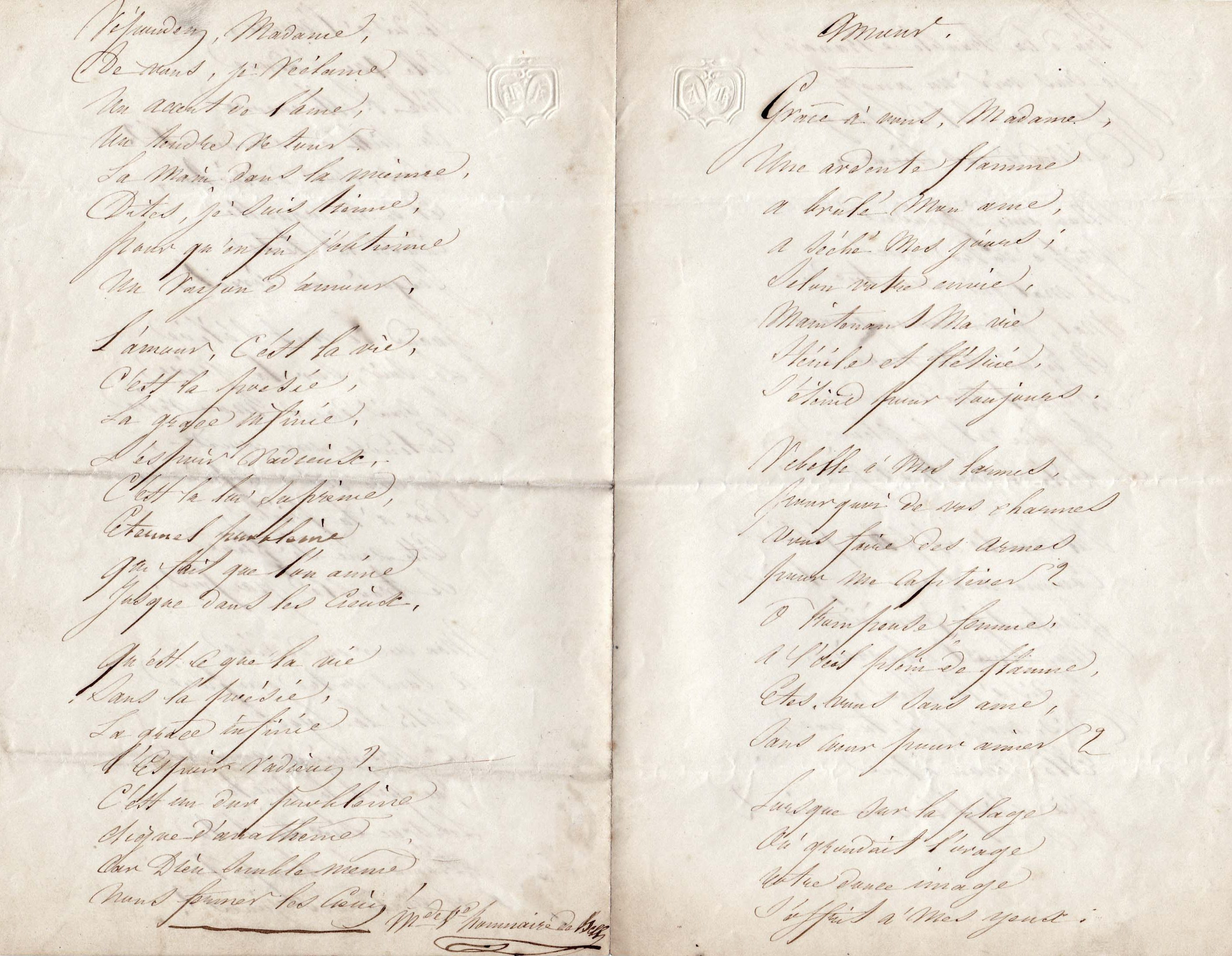
Подлинная рукопись поэмы Адель Оммер де Гелль

В 1887 году журнал «Русский архив» опубликовал четырёхтомное издание писем Оммер де Гелль, в которых она описывала подруге своё знакомство в Крыму с М. Ю. Лермонтовым. В одном из писем приводилось стихотворение Михаила Юрьевича на французском языке. Данная публикация вызвала большой интерес в российском обществе и не вызвала никакого подозрения, поскольку опубликовало его авторитетное издание. Доверие вызывало и имя автора публикации — князя и сенатора Павла Петровича Вяземского, который к тому же в своё время был хорошим знакомым Лермонтова.
В 1933 году издательство «Academia» выпустило полный текст «Писем и записок» Адель Оммер де Гелль, после чего факт знакомства М. Ю. Лермонтова и Адель Оммер де Гелль был подхвачен биографами поэта (П. А. Висковатым, П. Е. Щёголевым); за этим последовала полемика между исследователями из России и Франции (Буланже, Бруссон и др.). Французские литературоведы обращали внимание на нестыковки в публикуемом материале, относя представленный текст к советской пропаганде. В 1934 году Н. О. Лернером, а в 1935 г. П. С. Поповым было доказано, что подлинным автором мистифицированных «Писем и записок» Адель Оммер де Гелль является сам П. П. Вяземский.